# Estadio Viimsi (1975)
El Estadio Viimsi (en estonio: Viimsi staadion) era un estadio multiusos en la localidad de Haabneeme de la capital Tallinn.

## Historia
El Viimsi Stadium fue construido en 1975 por la Kirov Collective Fishing Farm con motivo de la celebración del 25° aniversario de la empresa. Su capacidad fue de 3000 que incluía un polígono de tiro deportivo debajo de una de las graderías.
En 1981, con un resultado de 8221 puntos (8104 según los parámetros actuales), Valter Külvet impuso el récord sub-18 del decatlón en el Viimsi Stadium.
Luego de que se restaurara la independencia de Estonia, el estadio fue privatizado por AS Same en 1992. De 1996 a 1999 el Viimsi Stadium fue la sede del FC Lantana Tallinn donde se coronó campeón nacional en la temporada de 1996/97. En 2003 la gradería principal del estadio pasó a ser un hotel, haciendo que la capacidad del estadio bajara de 3,000 a 2,000. Desde el 2007 el estadio pasó a ser la sede del Tallinn Rugby Football Club y temporalmente fue la sede de la selección de rugby de Estonia por la cooperación de la Estonian Rugby Union con Nord West Kinnisvara OÜ. 
En los años 2000 el estadio cambió de propietario en varias ocasiones y fue de interés para varias empresas vinculadas a las bienes raíces, provocando que el estadio tuviera poco mantenimiento y malas condiciones. En 2014 el Rimi Viimsi Market empezó a construirse al lado sur del estadio,lo que provocó su desaparición.